# 8280 Petergruber
8280 Petergruber (tên chỉ định: 1991 PG16) là một tiểu hành tinh vành đai chính. Nó được phát hiện bởi Henry E. Holt ở Đài thiên văn Palomar ở Quận San Diego, California, ngày 7 tháng 8 năm 1991. Nó được đặt theo tên Peter Gruber, a Hungarian-American businessman và philanthropist.